# Salvalasioptera merremiae
Salvalasioptera merremiae är en tvåvingeart som beskrevs av Edwin Möhn 1975. Salvalasioptera merremiae ingår i släktet Salvalasioptera och familjen gallmyggor.
Artens utbredningsområde är El Salvador. Inga underarter finns listade i Catalogue of Life.